# Poképark
Ne doit pas être confondu avec PokéPark Wii : La Grande Aventure de Pikachu ou PokéPark Kanto.

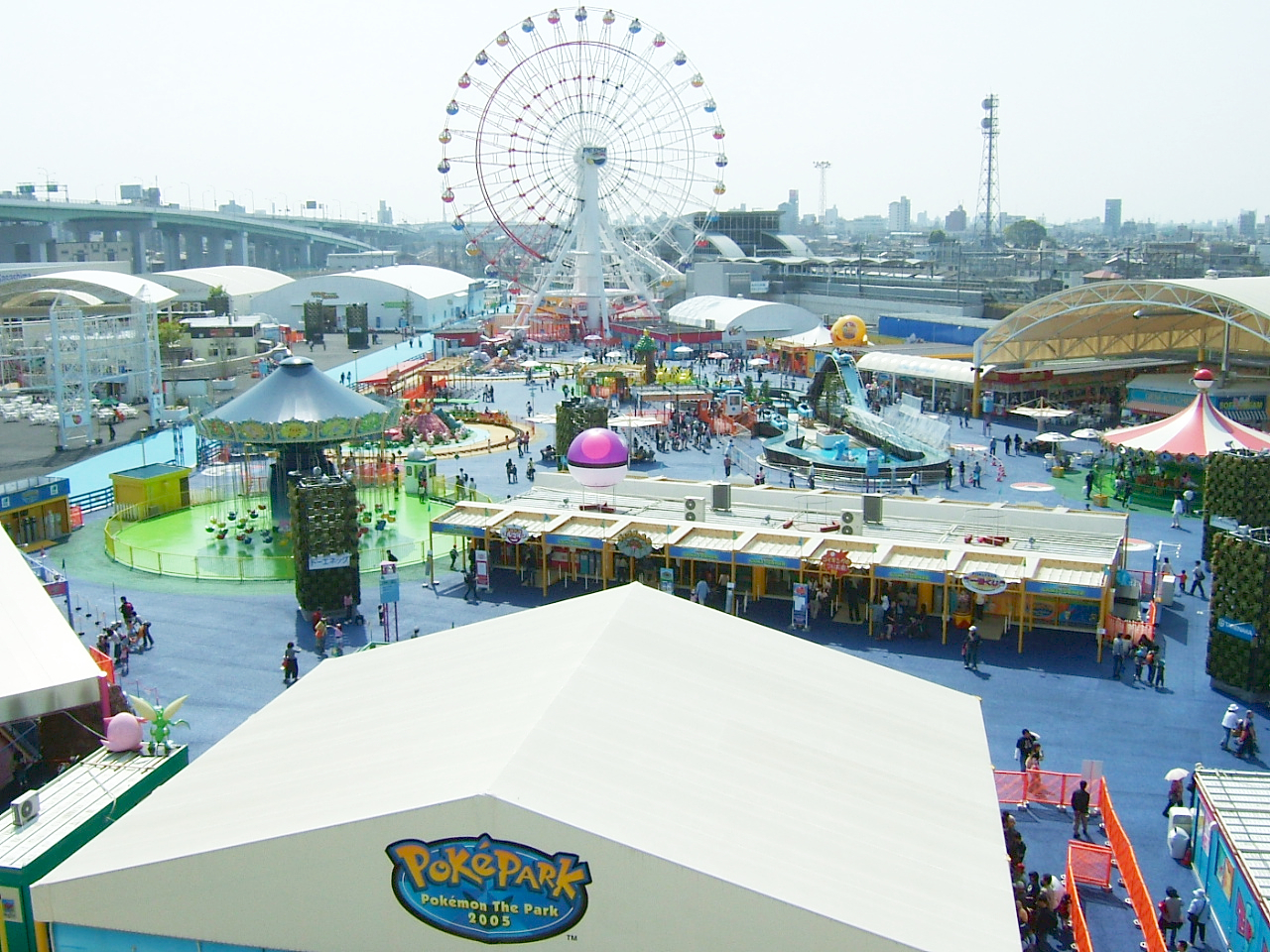
Pokémon The Park 2005.

Pokémon The Park 2005 ou PokéPark (ポケパーク, PokePāku) était un parc japonais ayant pour thème la franchise Pokémon. Il fut ouvert à deux endroits maintenant fermés. C'était en 2005 au Japon, et en 2006 à Taiwan,. 

## Attractions
- Pokémon Ferris Wheel
- Dancing Pokémon Mini-tour
- Lugia's Spinning Ship
- Altomare Sightseeing Boat
- Battle Coaster Torn Sky
- Pokémon Merry-go-round
- Pokémon Starry Sky Trip
- Pikachu's Forest
- Team Aqua vs Team Magma Crash Car Battle
- Mudkip's Splash Adventure
- Pichu Bros.' Rascal Railway
- Pokémon Exciting Safari
- Pokémon Floating Kids
- Pokémon Daisuki Club Stage
- Pokémon Game Corner
- Pokémon 3D Adventure
- Walkthrough Adventure
- Safari Zone Explosion

## PokéPark Fishing Rally DS
PokéPark Fishing Rally DS est un jeu vidéo de Nintendo sorti sur Nintendo DS et disponible via téléchargement au Poképark qui a eu lieu à Nagoya au Japon en 2005.

### Système de jeu
Le but du jeu est de pêcher des Pokémon. Tous les pokémon que le joueur pêche lui rapportent des points. Certains pokémon en rapportent plus que d'autres, cela dépendant de critères tels que la sa taille, sa rareté ou son espèce.
Lorsqu'il pêche un pokémon, le joueur a accès aux données de celui-ci. Il peut alors connaitre son poids, sa taille ainsi que l'heure de capture. Il est possible de pêcher un total de 5 pokémon qui sont ensuite classés dans un top 50.
Une fois la Nintendo DS éteinte, toutes les données de ce jeu sont perdues et le jeu est effacé de la console.
Remarque : On tient la DS de côté.

### Pokémon disponibles
Les pokémon qu'il est possible de pêcher sont les suivants :
- Ptitard
- Krabboss
- Hypotrempe
- Poissirène
- Poissoroy
- Magicarpe
- Léviator
- Minidraco
- Draco
- Loupio
- Qwilfish
- Corayon
- Rémoraid
- Octillery
- Démanta
- Carvanha
- Sharpedo
- Wailmer
- Barloche
- Barbicha
- Écrapince
- Colhomard
- Barpau
- Rosabyss
- Relicanth